# Retascón
Retascón è un comune spagnolo di 94 abitanti situato nella comunità autonoma dell'Aragona.